# Etil-butirát
Az etil-butirát az etanol vajsavval alkotott észtere. A gyümölcsészterek közé tartozik.  Színtelen, égető ízű folyadék. Vízben alig oldódik, de korlátlanul elegyedik alkohollal és éterrel. A híg oldatának ananászra emlékeztető illata és íze van. Gyúlékony vegyület, ezért kerülni kell a nyílt lángot és nem szabad dohányozni etil-butiráttal való munka közben.

## Előállítása
Az etil-butirátot vajsavból és etanolból állítják elő. A két vegyület keverékét kénsav jelenlétében néhány óráig 80 °C-ra melegítik. A folyadékot hideg vízbe öntik, ekkor az etil-butirát olajszerű folyadékként válik ki. A savnyomokat nátrium-karbonát-oldattal távolítják el. A terméket átmossák, majd kalcium-kloriddal szárítják. A keletkezett terméket végül desztillálják.

## Felhasználása
A cellulózészterek és -éterek oldására használt oldószerkeverékek összetevője, illetve műgyanták oldószere. Felhasználják illatanyagok és gyümölcsaromák készítésére, ezekben az ananász illatát, illetve ízét utánozza. Alkalmazzák rum készítésekor is.